# Лейкоцитопоез
Лейкоцитопоез (інколи лейкопоез) — процес утворення кровотворними органами гранулоцитів, лімфоцитів і моноцитів.

## Види
Лейкоцити з часів П.Ерліха поділяються на дві групи: гранулоцити (зернисті) і агранулоцити (незернисті). До гранулоцитів відносять нейтрофіли, еозинофіли та базофіли, а до агранулоцитів — лімфоцити і моноцити. Відповідно до цього лейкоцитопоез включає:
- гранулоцитопоез (гранулопоез)
- лімфоцитопоез (лімфопоез)
- моноцитопоез (монопоез).

### Гранулопоез
Відбувається за такою схемою: стовбурова клітина → попередниця мієлопоезу → колонієутворювальна клітина → мієлобласт (перша морфологічно розпізнавана клітина) → промієлоцит → мієлоцит → метамієлоцит → паличкоядерні клітини → сегментоядерні клітини (зріла форма). Дозрівання триває 8-10 діб, але вихід в кров відбувається тільки через 3-5 днів після дозрівання.

### Моноцитопоез
Моноцитопоез має одинаковий початок з гранулопоезом. Дозрівання здійснюється у такій послідовності: стовбурова клітина → попередниця мієлопоезу → колонієутворювальна клітина → монобласт → прономоцит → моноцит.

### Лімфоцитопоез
Відбувається за такою схемою: стовбурова клітина клітина → попередниця лімфоцитопоеза → лімфобласт → пролімфоцит → лімфоцит.